# Eschine

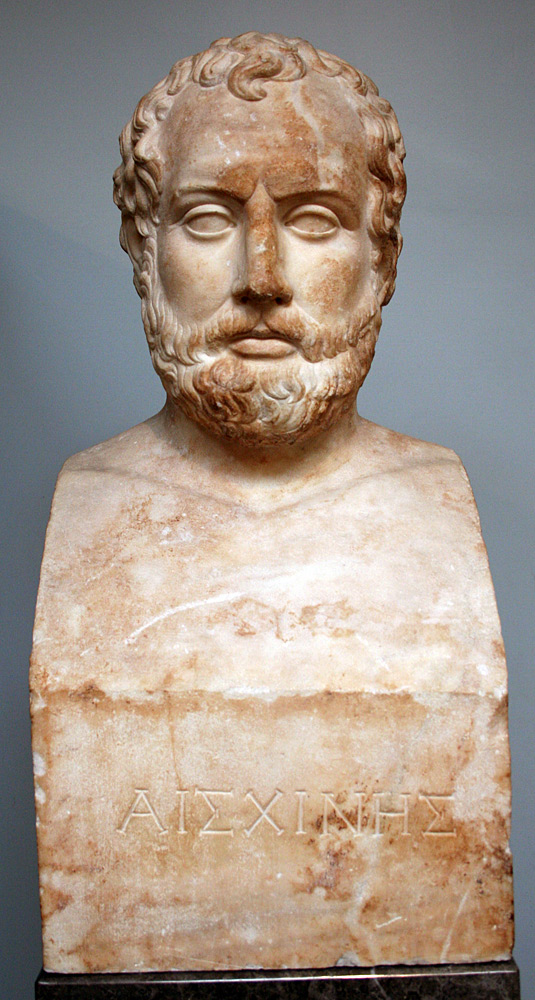
Bustul în marmură al lui Eschines

Eschine (în greacă: Αἰσχίνης) (n. c. 389 î.Hr. – d. c. 314 î.Hr.) a fost un orator și om de stat elin, adversar al lui Demostene.
Printre discursurile sale se remarcă:
- Împotriva lui Timarh (Κατά Τιμάρχου, "Kata Timarchu")
- Despre ambasada necredincioasă (Περί της Παραπρεσβείας, "Peri tes parapresbeias")
- Împotriva lui Ctesifon (Κατά Κτησιφώντος, "Kata Ktesiphontos").

Se remarcă mijloacele retorice variate, tonul de gravitate elegantă, fraza amplă, bogat ornată.
Eschine a înființat o școala de retorică la Rhodos.